# مکزیکو، شهرستان الیگانی، مریلند
مکزیکو (به انگلیسی: Mexico) یک منطقهٔ مسکونی در ایالات متحده آمریکا است که در شهرستان الیگنی، مریلند واقع شده‌است. مکزیکو ۱۸۴٫۱ متر بالاتر از سطح دریا واقع شده‌است.